# جو هدية
جو هدية منطقة عراقية منخفض صغير يشبه الطاسة في شرق ظهرة الحنية، في ناحية بصية في قضاء السلمان في محافظة المثنى بجنوب العراق، قيل إن بينها وبين تل اللحم شمالاً 80 كيلومتراً.